# Le Ciel en bataille
Le Ciel en bataille és un migmetratge documental autobiogràfic dirigit l'any 2010 per Rachid B., coescrit amb Florent Mangeot, que pren la forma d'un assaig personal i poètic.

## Sinopsi
| « | Al costat del llit del seu pare malalt, en un darrer silenciós cara a cara, Rachid B. rememora els seus records més forts, aquells que, al seu torn, el van construir o el van portar al pitjor. Des de la seva infantesa al Marroc, des de l'evocació de la seva homosexualitat, des del rebuig de la religió cristiana fins a la seva recent conversió a l'Islam, ens explica amb franquesa la història de la seva vida, les seves errades, les ruptures que el van marcar. | » |

La pel·lícula de Rachid B. és la història de la seva vida, que mai va poder compartir amb el seu pare, i és 
| « | Una exploració profunda del desig i de la pròpia identitat. | » |

## Premis
- Millor pel·lícula documental i millor director documental, LesGaiCineMad, 2011.[3]
- Premi Doc-LGTIB al Festival Internacional de Cinema Gai i Lèsbic de Barcelona.[4]
- Menció especial, Salina Doc Fest, Itàlia, 2011.
- Menció Film curt 2011, Les Écrans Documentaires, Arcueil, França, 2011.[5]

## Festivals
- Visions du réel, Concurs Internacional, Mitjana Llargmetratge, Nyon, Suïssa, 2011.
- Estats generals del cinema documental, selecció Experiències de la mirada, Lussas, França, 2011.[6]
- Gender DocuFilm Fest, Concurs Internacional, Roma, Itàlia, 2011.[7]
- Salina Doc Fest, MMenció especial, Concurs Internacional, Itàlia, 2011.[8]
- DOK Leipzig, Festival internacional de cinema d'animació i documental de Leipzig, programa internacional, Alemanya, 2011.[9]
- Mezipatra Queer Film Festival, República Txeca, 2011.[10]
- Festival Internacional del Curtmetratge de Clermont-Ferrand, Compétition Nationale, France, 2012.[11]

## Televisió
La pel·lícula es va emetre per primera vegada a la televisió el 19 de setembre de 2011 a les 12:15 a TSR2 i el 9 de gener de 2012 a les 0h35 a Arte.